# Абд ар-Рахман II
Абд ар-Рахма́н II (нар. 792 — пом. 866) — 4-й емір Кордовського емірату з 822 року. Правнук Абд ар-Рахмана I.
Був освіченою людиною, протегував наукам та мистецтвам. Витрачав великі кошти на будівництво палаців та мечетей, що призвело до посилення податкового тиску. 852 року за розпорядженням Абд ар-Рахмана ІІ було зібрано собор християнських єпископів, після якого припинилися прояви релігійного фанатизму серед мосарабів у Толедо і Кордові. Встановив дипломатичні й торгові стосунки з Візантією. Перебував під сильним впливом придворного євнуха Насра, а потім — факіха (богослова) Ях'ї ібн Ях'ї.